# Emilia Galotti
Emilia Galotti é uma tragédia burguesa em cinco atos escrita por Gotthold Ephraim Lessing em 1772. Foi inspirada na história de Virgínia, relatada no Ab Urbe Condita de Tito Lívio. Apesar de a peça se desenvolver em Itália, Emília Galotti é uma forte crítica à realidade aristocrática na Alemanha à luz do pensamento Iluminista. De acordo com Roberto Schwarz, esta penúltima peça de Lessing representa a primeira tragédia política alemã.

## Personagens
Emilia Galotti

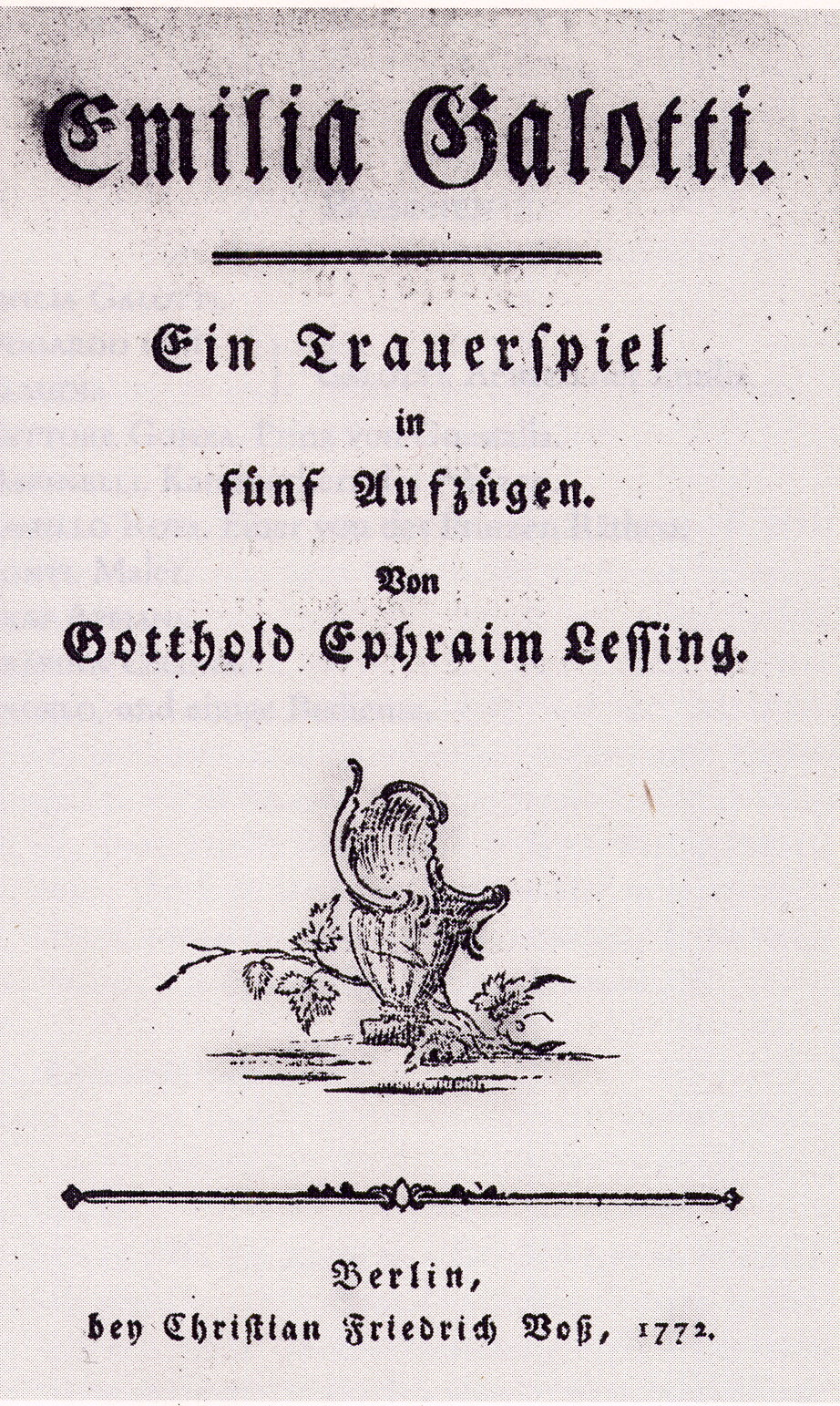
Capa da primeira edição (1772).

Odoardo Galotti – pai de Emilia Galotti
Cláudia Galotti – mãe de Emilia Galotti
Pirro – criado da família Galotti
Hettore Gonzaga – príncipe de Guastalla
Marinelli – secretário áulico do príncipe
Camillo Rota – um dos conselheiros do príncipe
Conti – pintor
Conde Appiani
Condessa Orsina
Ângelo e alguns criados.

## Sinopse

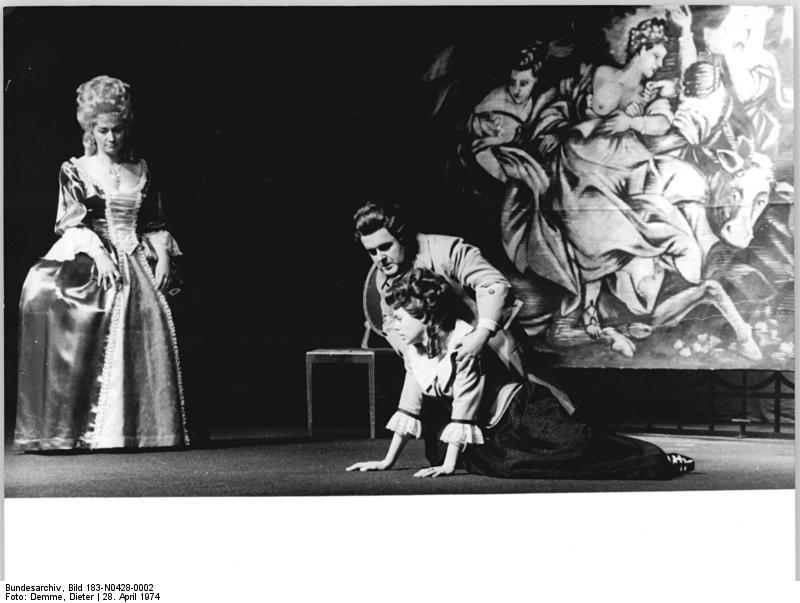
Ensaio de uma das cenas da peça. Erfurt, Alemanha (1974).

A peça inicia com o príncipe  Hettore Gonzaga lidando com assuntos burocráticos. Já de partida tem-se conhecimento de sua obsessão em fazer Emilia Galotti sua amante, uma jovem de origem burguesa, prometida ao Conde Appiani por quem é apaixonada. Quando o príncipe descobre o futuro casamento pede que Marinelli resolva a situação, não importa como. Marinelli, por sua vez, planeja uma emboscada para que o Conde seja assassinado.
Emília Galotti é então sequestrada e levada à mansão de veraneio do príncipe. Ela não percebe a real face dos acontecimentos, diferentemente de sua mãe, Claudia, que age como árbitro entre seu marido e sua filha, pois consegue discernir as maquinações de Marinelli. Nesse ínterim chega Condessa Orsina, a amante do príncipe, comparada à figura da Medusa; ela deseja falar com ele, que não quer recebê-la. Frustrada e a par da situação, tenta fazer a cabeça de Odoardo para que ele vingue a morte do Conde Appiani matando o príncipe, mas ele hesita e decide deixar a vingança nas mãos de Deus. Emilia na tentativa desesperada de manter a dignidade e não se deixar seduzir pelo príncipe, tenta convencer seu pai de que o suicídio é a única solução. Odoardo mata a filha para manter sua honra intacta, mas fica horrorizado com seu feito. Ao final deixa tudo nas mãos do príncipe, que culpa Marinelli por todo o mal e o bane da corte.

## Sobre a obra
A peça Emília Galotti foi traduzida para o português em 1999 por Marcelo Backes e conta com um breve prefácio explicativo. É tida como uma crítica essencialmente política à sociedade aristocrática alemã da época, ainda que a história se passe em um principado italiano, mostrando o despotismo da corte no papel do príncipe e de seu secretário Marinelli.
Apesar de o amor representar um tema central nessa tragédia, há uma crítica aos valores da aristocracia descendente frente aos ideais da burguesia em ascensão. Esse contraste é mostrado com a contraposição da ideia de casamento: para a aristocracia este é visto como um negócio fechado entre as duas partes em acordo a fim de que a riqueza se perpetue. Relações que envolvessem sentimentos eram estranhos à classe mais nobre da sociedade, enquanto que na burguesia o casamento apresenta o formato que se entende atualmente: é feito por amor e não por interesse. Um aristocrata jamais se casaria com alguém de classe diferente da sua, pois, deste modo, haveria um desnível principalmente financeiro. O que poderia e o que geralmente ocorria era esse mesmo aristocrata tomar uma jovem de nível inferior como amante, como desejava o príncipe com Emília Galotti. Esse desejo é o que levará à desestabilização da sociedade, como comenta Roberto Schwarz, e para que ela recupere seu equilíbrio é preciso que alguém se sacrifique por isso, no caso a própria Galotti. O príncipe demonstra seu poder excessivo autorizando Marinelli a tomar as medidas necessárias para que Emília não se case com o Conde Appiani (casamento que se daria por amor, contrapondo-se com os ideais aristocráticos, representados por Lessing como defasados). É esse o exato momento da emboscada para o Conde Appiani, ainda que receoso, o príncipe nada faz, melhor dizendo, faz vista grossa para os fatos. Deste modo ele se isenta de uma possível culpa, caso seja acusado. Por conta disso Emilia Galotti, sem esperanças, decide se matar para que assim não seja vítima da sedução do príncipe, poder muito mais violento que qualquer outro:

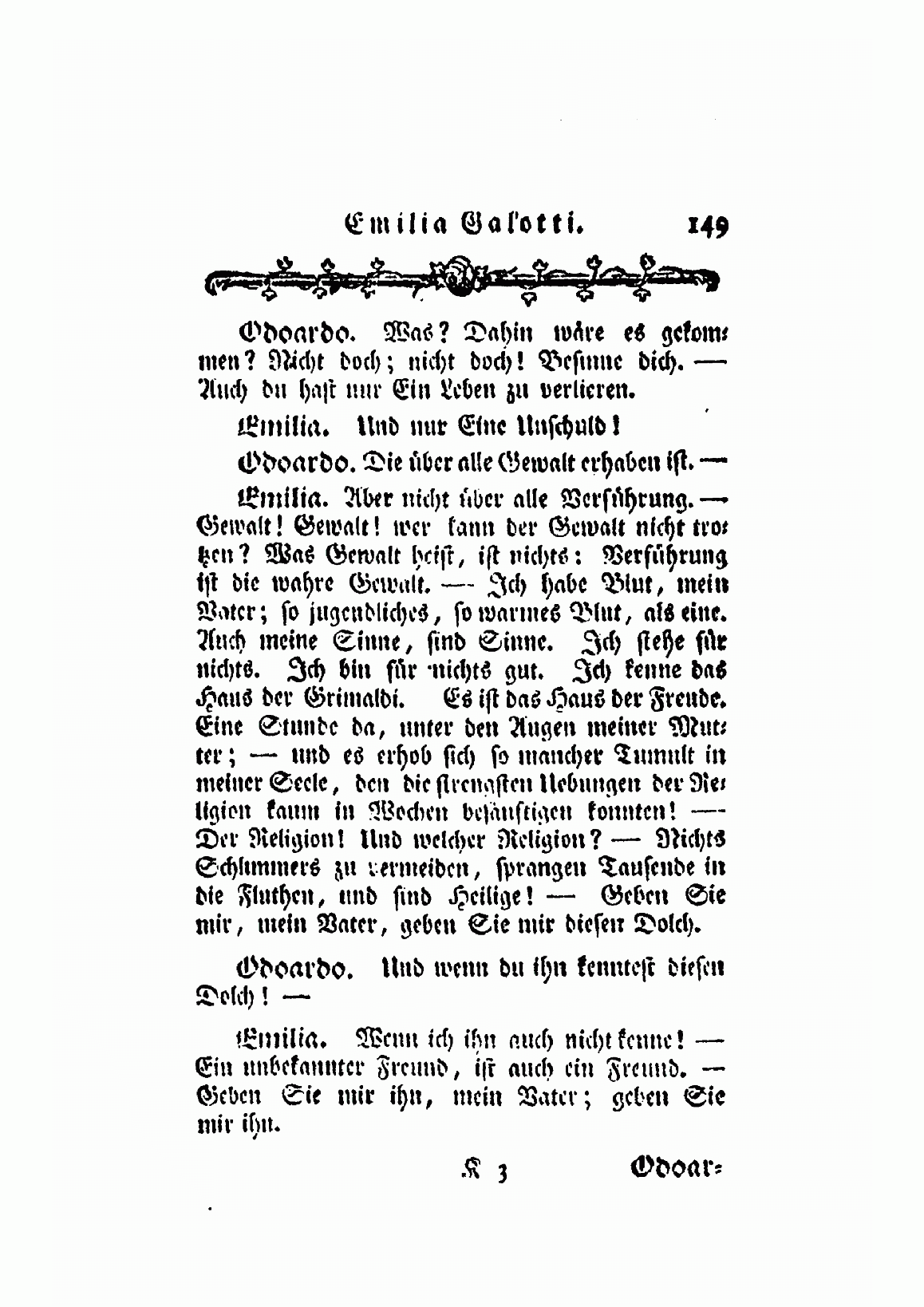

EMÍLIA – [...] Como se nós, como se nós não tivéssemos vontade própria, meu pai!
ODOARDO - Eu também já estava furioso a ponto de pegar neste punhal (puxando-o para fora), para atravessar o coração de um dos dois… dos dois.
EMÍLIA – Pelo amor dos céus não, meu pai! Esta vida é tudo que esses perversos tem. A mim, meu pai, a mim é que devei dar esse punhal.
[...]
ODOARDO -O quê? A coisa chegaria a esse ponto? Não, de jeito nenhum, não! Te acalmes! Tu também só tens uma vida a perder.
EMÍLIA – E só uma inocência!
ODOARDO - Que é superior a todo o poder.
EMÍLIA – Mas não a toda sedução. Poder! Poder! Quem não poder desafiar o poder? O que tem nome de poder não é nada: a sedução é o verdadeiro poder. [...] (Ato V, cena VII)
Para poupar que sua filha poupe sua desonra com outra desonra, Odoardo decide matá-la, concluindo que por mais que a aristocracia acredite que está acima de qualquer poder, sempre haverá um juízo superior, que não distingue as pessoas por seus títulos ou suas riquezas. A trama se fecha com o esfacelamento da posição de aparente superioridade do príncipe, uma crítica feroz ao sistema descendente de valores ainda feudais.
ODOARDO – Vá em paz! Aí está, príncipe! Ela ainda voa agrada? Ainda acende vossos desejos? Ainda, nesse sangue, que clama por vingança contra vós? (Depois de uma pausa) Mas vós esperais para ver até aonde a coisa chegara? Vós esperais, talvez, que eu volte ao aço contra mim mesmo, e encerre minha ação como uma tragédia insípida? Enganai-vos. Aqui! (Enquanto arroja o punhal aos pés do príncipe) Aqui está ele, testemunha sangrenta de meu crime! Eu vou e me entrego eu mesmo à prisão. Vou e vos aguardo como juiz. E então lá… vos aguardarei diante do juiz de todos nós! (Ato V, Cena VIII)
Esta última cena ilustra justamente a imagem da decadência da aristocracia, apesar de o príncipe acreditar ser o poder superior em todo seu território e, deste modo, fazer aquilo que bem entende, Odoardo contrasta enquanto personagem da burguesia em ascensão, revelando um poder que está acima de qualquer um, este sim, onipotente.

## Publicações em português
Publicada no Brasil, recentemente, pela Editora Peixoto Neto, a peça de Lessing faz parte de Coleção Grandes Dramaturgos. 
www.peixotoneto.com.br
Publicada em Portugal, em 2011, pelo Teatro Nacional São João e a editora Húmus, com tradução de João Barrento.